# Станки (Калужская область)
Станки — деревня в Малоярославецком муниципальном районе Калужской области. Входит в сельское поселение «Деревня Рябцево».
Вероятное значение «маленький лагерь», «стан».

## География
Рядом Машкино, дорога 29Н-277 ("Окружная дорога города Калуги — Детчино — Малоярославец" — Машкино — Станки — А-101 "Москва — Малоярославец — Рославль" ).

## История
В 1782 году — деревня Станки у  Дрожжина оврага Малоярославецкого уезда. Владеет Николай Иванович Ларионов.  
В состав Рябцевского сельсовета вошли следующие населённые пункты: Рябцево, Песочня , Придача, Косилово, Бутырки, Нероновка, Машкино, Яблоновка, Вараксино, Станки, Митюринка.

## Население
| 2002 | 2010 |
| ---- | ---- |
| 2    | ↘1   |